# Ülkü Park
Der Ülkü Park ist eine permanente Motorsport-Rennstrecke in Izmir in der Türkei. Der Kurs ist derzeit (Stand 2024) die zweitlängste türkische Rennstrecke.

## Geschichte
Die 1997 eröffnete Piste ist auch unter den Namen İzmir Pınarbaşı oder İzmir Ülkü Yarış Pisti bekannt und wurde Anfang 2019 auf ihre heutige Länge von 2,186 km verkürzt. Auf ihr finden lediglich nationale Motorsport-Veranstaltungen statt.